# 呼吸機能検査
呼吸機能検査（こきゅうきのうけんさ、英: Pulmonary function testing）とは、患者の病歴、身体検査、スパイロメトリーなどを含む呼吸器系の完全な評価である。呼吸機能検査の主な目的は、肺機能障害の重症度を特定することである。肺機能検査とも呼ばれる。呼吸機能検査には肺疾患の診断・治療上、重要な役割を持ち、患者に関する一般的な質問に医師が答えるのに役立つ。呼吸機能検査には通常、臨床検査技師、理学療法士、呼吸器科医、または総合診療医などが関与する。日本においては、主要検査であるスパイロメトリーが実質的に呼吸機能検査と同義であると見なされていることが多い。

## 適応
呼吸機能検査は、以下のような様々な理由で用いられる診断・管理手段である。 
- 肺の疾患の診断
- 喘息、慢性閉塞性肺疾患、嚢胞性線維症などの慢性疾患の影響の経過観察
- 疾患による呼吸機能の早期変化の検出
- 気道狭窄の特定
- 気管支拡張薬の気道反応性の評価
- 環境要因が肺に害を及ぼしているかどうかを調べる。
- 術前検査[6]

### 神経筋疾患
神経筋疾患患者における呼吸機能検査は、診断時の呼吸状態の評価、経過観察、耐術能の評価、予後の全体像の把握に役立つ。
デュシェンヌ型筋ジストロフィーは、時間の経過とともに徐々に筋肉の機能が低下していくのが特徴である。呼吸筋が冒されるので、咳をする能力が低下すると共に深呼吸する能力も低下し、無気肺を生じてガス交換が損なわれ、呼吸不全を呈するようになる。

## 検査

### スパイロメトリー

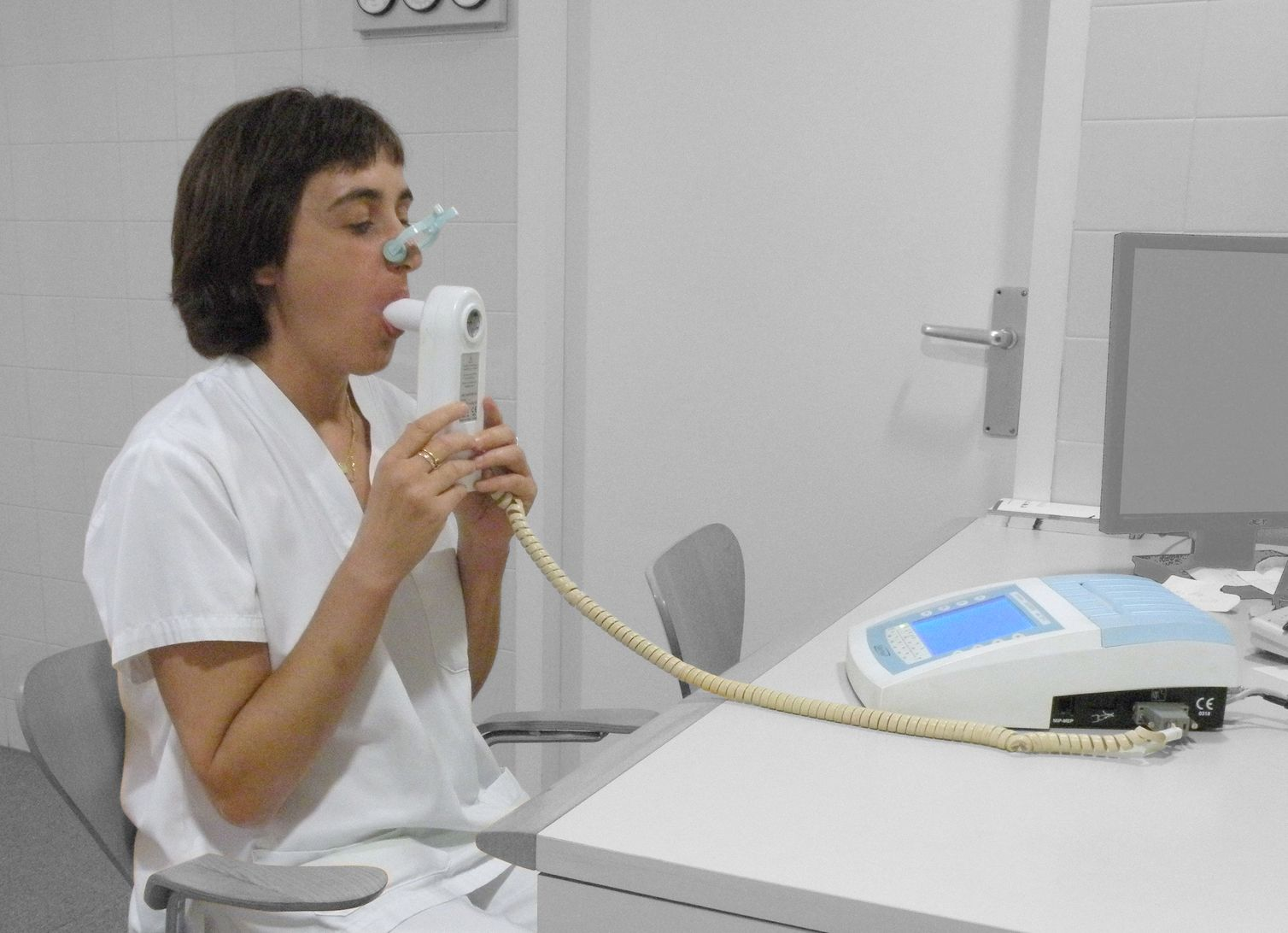
スパイロメトリー

スパイロメトリーには、努力肺活量（FVC）、1秒量（FEV1）、強制呼気流量（FEF）、強制吸気流量（FIF）、最大換気量（MVV）の測定といった肺メカニクスの検査が含まれる。肺メカニクスとは、呼吸器系の力学的特性を指し、気流速度、気道内圧、肺容積、それぞれの比から構成される。圧力と流量の測定によって表現される肺機能の指標であり、そこから様々な派生指標が算出される。肺メカニクスには静的なものと動的なものがあり、肺疾患の経過を観察するために使用される。
スパイロメトリー装置で測定された値は、喘息、肺線維症、嚢胞性線維症、慢性閉塞性肺疾患などの肺の状態を評価するのに役立つ。また、検査結果は、運動、冷気、薬剤に対する気管支の過敏性の診断にも用いられる。

#### ヘリウム希釈法
肺活量測定のためのヘリウム希釈法は、再呼吸式閉鎖回路を用いる。この手法は、閉鎖式スパイロメーター内の空気中のヘリウムの量と濃度が既知であり、患者の肺にはヘリウムがなく、スパイロメーターと肺の間でヘリウムの平衡が起こりうるという仮定に基づいている。

#### 窒素洗い出し法
窒素洗い出し法では、非再呼吸式の開放回路を用いる。機能的残気量を求めることが出来る。この手法は、肺の窒素濃度が78%で大気と平衡状態にあること、患者が100%の酸素を吸入すること、酸素が肺の窒素をすべて置換することを前提にしている。

### プレチスモグラフィ
プレチスモグラフィとは、ボイルの法則を応用し、体積と圧力の変化の測定値を用いて、温度が一定であると仮定して、全ての肺容積を決定するものである。肺気量 (Volume)は4つ、肺容量 (Capacity)は4つある。肺のCapacityは、2つ以上のVolumeから構成される。肺のVolumeは、 1回換気量 (VT)、予備吸気量（IRV）、予備呼気量（ERV）、残気量（RV）である。4つのCapacityとは、全肺気量（TLC）、最大吸気量（IC）、機能的残気量（FRC）、肺活量（VC）である。

### 最大気道内圧
最大吸気圧と最大呼気圧の測定は、原因不明の肺活量の低下や、臨床的に呼吸筋力低下が疑われる場合に行われる。最大吸気圧は、患者が閉塞したマウスピースから吸入しようとするときに発生する最大圧力である。最大呼気圧とは、完全吸気後、閉塞したマウスピースを通して強制呼気（頬を膨らませた状態）中に測定される最大圧力のことである。最大吸気圧と最大呼気圧を繰り返し測定することは、神経筋障害の患者の経過を観察するのに有用である。

### 肺拡散能
一酸化炭素の一回吸入による肺拡散能検査（DLCO）の測定は、拘束性肺疾患と閉塞性肺疾患の両方の評価において、迅速かつ安全な手段である。

### 気管支拡張薬への反応性
患者に閉塞性障害がある場合、気管支拡張剤試験を行い、短時間作用型βアゴニストで気道収縮が可逆的であるかどうかを評価する。これは、1秒量または努力肺活量が、12％以上かつ200 mL以上増加することと定義されている。

### 運動中の酸素飽和度低下
6分間歩行試験は、COPDや特発性肺線維症などの慢性肺疾患患者において、身体機能や治療効果の指標となるものである。

### 血液ガス分析
動脈血液ガス分析は、特定の患者を対象とした呼吸機能検査において有用な検査である。血液ガス測定の主な役割は、呼吸筋力低下や進行したCOPDなどの病歴に基づいて呼吸抑制が疑われる場合に、それを確認することである。
また、普段の酸素飽和度の値が低い患者では、血液ガス分析によって低酸素血症の重症度をより詳細に評価することができる。

## リスク
呼吸機能検査は安全な手技である。しかし、不都合な反応については懸念もあり、検査データの価値と潜在的な危険性を天秤にかける必要がある。合併症には、めまい、息切れ、咳、気胸、喘息発作の誘発などがある。

## 禁忌
呼吸機能検査は、実施しないほうがよい場合もある。これには、最近の心臓発作、脳卒中、頭部外傷、大動脈瘤、または混乱状態が含まれる。

## 検査手技

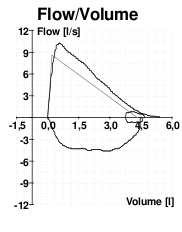
正常なフローボリューム曲線

### 準備
スパイロメトリーの前に身長と体重を測定し、予測値を決定する。また、喫煙歴、既往歴、服薬歴などを聴取する。

### 検査値の品質管理

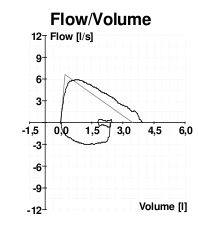
呼吸努力が不十分なために、描出不良のフローボリューム曲線

努力肺活量が正確であるとみなされるためには、流量-体積曲線（フローボリューム曲線）においてピークが鋭く、呼気時間が6秒以上である検査を3回実施する必要がある。
呼吸機能検査の再現性は、努力肺活量（FVC）と1秒量（FEV1）の値を比較することで判断する。2つのFVCの最高値の差は、5％以内または150 mL以内である必要がある。FVCが1.0L未満の場合、最も高い2つの値の差は100 mL以内である必要がある。最後に、FEV1の最も高い2つの値の差も150 mL以内である必要がある。FVCとFEV1の最高値は、それぞれの異なる検査から算出することができる。3回の検査結果が再現性の基準を満たすまで、検査は8回まで繰り返すことができる。それでも正確な結果が得られない場合は、最良の3つの検査を用いる

## 臨床的意義
肺気量や肺容量が正常値から変化することは、一般に肺機能障害のパターンと一致する。
COPDの診断には、スパイロメトリーが必要である。

## 検査結果の解釈
| 病期              | %1秒量 |
| ----------------- | ------ |
| 軽度 (GOLD 1期)   | ≥80    |
| 中等度 (GOLD 2期) | 50–79  |
| 重症 (GOLD 3期)   | 30–49  |
| 最重症 (GOLD 4期) | <30    |

アメリカ胸部学会やヨーロッパ呼吸器学会などの専門学会は、検査の標準化と統一を図るため、呼吸機能検査の実施と解釈に関するガイドラインを発表している。検査の解釈は、患者の値を過去の研究で公表された標準値と比較することによる。2012年、肺機能検査室のうち、スパイロメトリー、肺気量、拡散能について公表されているガイドラインに従っているところはごく少数しかなかったが、ガイドラインからの逸脱は、偽陽性または偽陰性の検査結果を生じる可能性がある。

### 慢性閉塞性肺疾患（COPD）
Global Initiative for Chronic Obstructive Lung Disease (GOLD)は、COPDの診断、重症度、管理に関するガイドラインを提供している。閉塞性肺疾患の診断には、気管支拡張薬投与後の1秒率が0.7未満でなければならない。次に、1秒量予測値に対する1秒量のパーセント値を使用して重症度を判断する。パーセントが低いほど閉塞は重症とされる。つまり、閉塞性肺疾患の診断に用いる指標、1秒率（FEV1%）と、閉塞性肺疾患の重症度評価に用いられる指標（予測値に対する1秒量の比率、%1秒量（%FEV1））は異なる。

### 最大気道内圧
最大吸気圧（MIP）、最大呼気圧（MEP）がどの程度になるかは、いくつかの計算が必要である。男性の場合、これは以下のように求められる：
{\displaystyle MIP=120-(0.41\times age)}
{\displaystyle MEP=174-(0.83\times age)}
男性の正常下限を求めるには、次のような式がある：
{\displaystyle MIP_{LLN}=62-(0.15\times age)}
{\displaystyle MEP_{LLN}=117-(0.83\times age)}
女性の場合、計算式は若干異なる。正常値では、以下を用いる：
{\displaystyle MIP=108-(0.61\times age)}
{\displaystyle MEP=131-(0.86\times age)}
女性の正常下限値を求めるには、この式を用いる：
{\displaystyle MIP_{LLN}=62-(0.50\times age)}
{\displaystyle MEP_{LLN}=95-(0.57\times age)}
略号の意味するところは以下の通りである。 
- {\displaystyle MIP} = maximum inspiratory pressure in cmH20
- {\displaystyle MEP}= maximum expiratory pressure in cmH20
- {\displaystyle MIP_{LLN}} = maximum inspiratory pressure lower limit of normal in cmH20
- {\displaystyle MEP_{LLN}} = maximum expiratory pressure lower limit of normal in cmH20
- {\displaystyle age} = 患者の年齢